# Service commun de la documentation
Un service commun de la documentation (SCD) regroupe, au sein d’une université, toutes les structures qui concourent à remplir une fonction documentaire. La bibliothèque universitaire est, de fait, intégrée automatiquement au SCD.
Le projet de budget du SCD est voté par le conseil documentaire puis validé par le conseil d’administration de l'université.

## Composition du SCD
Les bibliothèques des unités de formation et de recherche (UFR), les bibliothèques des laboratoires, les centres de documentation viennent s’ajouter, qui peuvent prendre la forme de bibliothèques intégrées ou de bibliothèques associées.

### Bibliothèque intégrée
Une bibliothèque est dite « intégrée au service commun de la documentation » lorsque ses crédits et son personnel relèvent directement du SCD. Au sein d’une université, les différentes bibliothèques universitaires sont de fait intégrées au SCD mais il peut y avoir de nombreuses autres bibliothèques intégrées au sein de l’établissement. L’intégration d’une bibliothèque au sein du SCD permet d’accroître la cohérence de la politique documentaire de l’établissement.

### Bibliothèque associée
Une bibliothèque est dite associée au service commun de la documentation lorsqu’elle participe à la politique documentaire de l’établissement, notamment par le biais du signalement de ses collections dans le catalogue commun, mais que ses crédits et son personnel restent ceux de la composante de l’université (UFR, laboratoire, institut, etc.) dont elle dépend.
Ainsi, ce qui différencie une bibliothèque associée d’une bibliothèque intégrée est le degré d’autonomie qu’elle a en ce qui concerne la gestion de son budget et de son personnel.
Le SCD est placé sous l’autorité du président ou de la présidente de l'université, son directeur ou sa directrice est nommé  par le ou la ministre de l’enseignement supérieur sur proposition du président ou de la présidente de l'université.
L’activité des SCD est désormais régie par le décret n°2011-996 du 23 août 2011 (celui-ci réintroduit le terme « bibliothèque »), modifié le 21 août 2013. S’appuyant sur la Loi de programme de 2006 et la loi LRU de 2007, le décret stipule que la gestion des bibliothèques peut désormais être confiée à des services dotés de la personne morale comme un Groupement d’intérêt public, une Fondation ou un Pôle de recherche et d’enseignement supérieur (PRES).
La coopération documentaire est simplifiée et dépend des établissements co-contractants.

## Missions
Les missions sont précisées autour du développement d’une offre documentaire numérique et de l’accueil des usagers.
- Mettre en œuvre la politique documentaire de l'université, ou des établissements contractants, coordonner les moyens correspondants et évaluer les services offerts aux usagers.
- Accueillir les usagers et les personnels exerçant leurs activités dans l'université, ou dans les établissements contractants, ainsi que tout autre public dans des conditions précisées par le conseil d'administration de l'université ou la convention pour un service interétablissement, et organiser les espaces de travail et de consultation.
- Acquérir, signaler, gérer et communiquer les documents et ressources d'informations sur tout support.
- Développer les ressources documentaires numériques, contribuer à leur production et favoriser leur usage ; participer au développement de l'information scientifique et technique notamment par la production, le signalement et la diffusion de documents numériques.
- Participer, à l'intention des utilisateurs, à la recherche sur ces différentes ressources ainsi qu'aux activités d'animation culturelle, scientifique et technique de l'université, ou des établissements contractants.
- Favoriser par l'action documentaire et l'adaptation des services toute initiative dans le domaine de la formation initiale et continue et de la recherche.
- Coopérer avec les bibliothèques qui concourent aux mêmes objectifs, quels que soient leurs statuts, notamment par la participation à des catalogues collectifs.
- Former les utilisateurs à un emploi aussi large que possible des techniques nouvelles d'accès à l'information scientifique et technique